# 樊新中
樊新中（1964年9月—），男，山西万荣人，汉族，出生，1983年12月参加中国共产党，1984年8月参加工作。

## 生平
1984年，毕业于太原工学院农田水利工程专业，毕业后在山西省水利勘测设计院（后改名为山西省水利水电勘测设计院）工作，历任普通干部，计划经营室副主任、主任，经营科科长，院长助理、计划经营处处长、勘察处处长，副院长。
2004年，任山西省水电公司经理。期间在太原理工大学水文与水资源专业在职攻读工程硕士学位。2005年9月至2006年5月，挂任水利部农村水电及电气化发展局建设管理处副处长，随后正式成为该处处长。2008年10月，任该局农村水电处处长。2013年，任水利部国际小水电中心副主任，期间曾挂职任贵州省人民政府副秘书长、办公厅党组成员。
2017年8月，任贵州省水利投资有限责任公司副董事长、总经理、党委副书记。2018年8月，任贵州乌江能源集团公司董事长、总经理、党委书记。2019年12月，任贵州省水利厅党组书记，次月被任命为厅长，2022年1月被免，出任中国南水北调副总经济师、中原区域总部总经理。
2024年5月，因涉嫌严重违纪违法，接受贵州省纪委监委纪律审查和监察调查。